# Alfred Lindley
Alfred »Al« Damon Lindley, ameriški veslač, * 20. januar 1904, Minneapolis, Minnesota, † 5. marec 1951, Nebraska. (letalska nesreča)
Lindley je za Združene države Amerike nastopil kot član osmerca na Poletnih olimpijskih igrah 1924 v Parizu. Ameriški čoln je tam osvojil zlato medaljo.